# فلسفه زبان متعارف

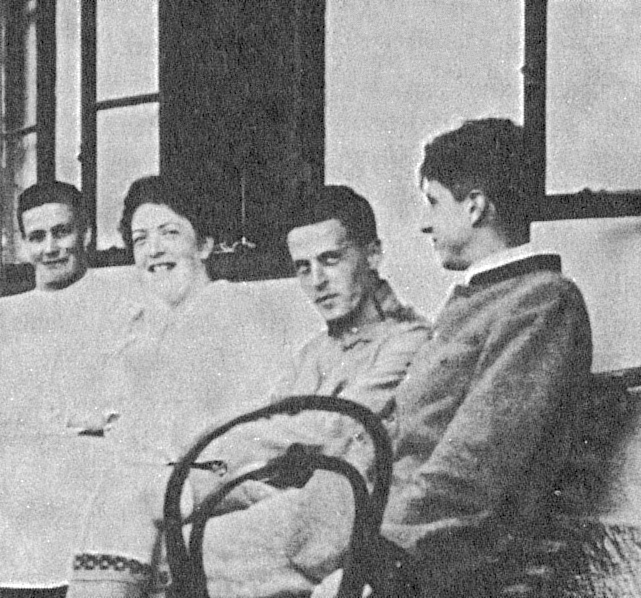
ویتگنشنتاین در تابستان ۱۹۲۰

فلسفه زبان متعارف مکتب فلسفی در سنت فلسفه تحلیلی است، که بیش‌تر پس از جنگ جهانی دوم و در میان استادان دانشگاه آکسفورد رواج و رونق یافت. این رویکرد را می‌توان همچون عمل‌گرایی امریکایی واکنشی به دیسه‌گرایی فیلسوفان تحلیلی نسل نخست در دانشگاه کمبریج، اثبات‌گرایان منطقی و ویتگنشتاین نخست دانست. پیشگامان این رویکرد گیلبرت رایل، پیتر استراوسن و جان لانگشاو آستین سه استاد دانشگاه آکسفورد بودند و از همین رو گاه به این رویکرد رویکرد آکسفوردی نیز گفته می‌شود. هرچند توجه به زبان متعارف و روزمره منحصر در میان آکسفوردی‌ها نماند، اما ویژگی مشترک کارهای این سه فیلسوف همین بود، که بر خلاف پافشاری فیلسوفان کمبریجی چون مور، راسل و ویتگنشتاین نخست نه تنها چندان امیدوار نبودند، که بتوان با منطق نوین و زبان را نمادین کردن، بتوان مسائل فلسفی را حل یا منحل کرد، بلکه از بنیاد چنین کاری را به بی‌راه رفتن می‌دانستند و پندار وضوح ریاضیاتی می‌خواندند.
نگره تصویری زبان ویتگنشتاین بر این فکر استوار بود، که اجزای زبان تصویری از اجزای جهان است. آکسفوردی‌ها مثال‌های نقض بسیاری برای این اصل کلی در زبان متعارف می‌دیدند. از این رو رویکرد ایشان به ویژه بر احتراز کردن از این نگره فلسفی و در توجه به جزئیات زبان متعارف روزمره می‌شد. این رویکرد گاهی با کارهای بعدی لودویک ویتکنشتاین و تعدادی از اندیشمندان میانه قرن بیستم پیوسته می‌شد.

## پانوشت
1. ↑  "British philosophy". Wikipedia (به انگلیسی). 2018-02-08.
2. ↑  "Ordinary language philosophy - History". wikipedia (به انگلیسی).